# Tótsági járás
A Tótsági járás a muraszombati járást megelőzően a történelmi Vendvidék területének egyrészén létezett járás. A neve alapján is döntően szlovénok lakták, akiknek hagyományos magyar megnevezésük tótok, majd később vendek, vindustótok, lakóhelyük is ezért viselte a Tótság nevet.

## Lakossága, földrajza
A Tótság már évszázadokkal ezelőtt létezett, de mindössze esperesség formájában. Polgári közigazgatási egységgé csak a 18. század végén vált. Északnyugati területén feküdt a dobrai uradalom.
A Tótsági járás viszont olyan részekre is kiterjedt, ahol nem szlovén elemek is éltek, Így például az Őrségből magába foglalta Kercaszomort, a mai Burgenlandból pedig Vasdobrát. Több falu lakossága volt német és magyar, vagy pedig vegyesen éltek a szlovénekkel. A 19. században hat mezőváros (ebből öt vindustót, egy német), de mai Sall település is egykor mezőváros volt, mely rangját idővel elvesztette. Lakossága Fényes Elek 1846. évi adatai szerint 42 947 fő, amelyből 27 835 fő vindustót (szlovén), 8332 magyar és 6780 német. Vallásukat tekintve 24 806 fő római katolikus, 13 647 evangélikus, 9494 református, de nyilvántartottak még kb. 98 zsidót is.
A járás gazdasága földművelésből, szőlőtermelésből és kereskedelemből állt, de Seregházán vasat is bányásztak. Stájerország felé szállítottak gabonát, élőállatot, bort.
A járás északi vidékei, elsősorban Felsőlendva, Hodos (Őrihodos) térségei meglehetősen köves és agyagos, emiatt nehezen művelhetőek. Kükecs (Újkökényes) területe rendkívül kopárnak számított, de kiválóan alkalmas szőlő termesztésére, ahol kiváló nemes bort készítettek.
A járás területén három jelentős kővárat kell említeni: Felsőlendva, Muraszombat és Dobra. Muraszombat volt a járásszékhely.
A járásban birtokokkal rendelkeztek elsődlegesen a Nádasdy- és Batthyány-családok, de egyes helyeken voltak birtokaik a Hertelendyeknek is.

## Települései

### Mezővárosok
- Dobra (Neuhaus) – Vasdobra
- Hidegkút (Czankova) – Vashidegkút
- Lendava (Felső) (Gornya Lendava) – Felsőlendva
- Martyáncz – Mártonhely
- Mura Szombat (Uisnicz, Szobota) – Muraszombat
- Rakicsán – Battyánfalva

### Falvak
- Andreicz – Andorhegy
- Adriáncz – Adorjánfalva
- Bajánháza – ma Bajánsenye része
- Barkócz – Barkóc (két falu Kis- és Nagybarkócz alkotta)
- Berkaháza – Berkeháza
- Beznócz – Búzahely
- Bodoncz – Bodóhegy
- Bokrács
- Borecsa – Borháza
- Borhida
- Brezócz – Vasnyíres
- Büdincz – Bűdfalva
- Bükkalya – Bükkalja, ma Domonkosfa része
- Csekefa
- Csernecz – Muracsermely
- Csernelócz – Kisszombat
- Csöpincz – Kerkafő
- Dankócz – Őrfalu
- Dávidháza – ma Bajánsenye része
- Dolics (Kis és Nagy) – Völgyköz
- Dolina – Völgyes
- Dolincz (Kis és Nagy) – Dolány
- Domafölde – Kapornaktól keletre
- Domaincz – Dombalja
- Domonkosfa
- Döbör – Döbör
- Falkócz – Úrdomb
- Frankócz – Ferenclak
- Füxlincz – Kismáriahavas
- Gederócz – Kőhida
- Gerencserócz – Gerőháza
- Goricza – Halmosfő
- Gödörháza – ma Magyarszombatfa része
- Görlincz – Görhegy
- Grádicsa – Muravárhely
- Grics – Döbörtől északra
- Gyanavla – Gyanafa
- Güczenhof – Gedőudvar
- Hodos – Őrihódos
- Ispánk
- Iváncz – Ivánc
- Ivanócz – Alsószentbenedek
- Jánosfa – Felsőjánosfa
- Janusócz – Alsójánosfa
- Kalch – Mészvölgy
- Kancsócs – Felsőszentbenedek
- Kapornak
- Kercza – Kerca, ma Kercaszomor része
- Kernecz – Lendvakislak
- Korong
- Korosecz – Károlyfa
- Kosárháza
- Kotormány – ma Bajánsenye része
- Kovacsócs – Vaskovácsi
- Kölesvölgy – Kölesvölgy
- Kraina – Véghely
- Krasicz – Lendvakirályfa
- Kroplivnik – Vaskorpád
- Krotendorf – Kondorfa
- Kupsincz – Murahalmos
- Kustanócz – Gesztenyés
- Kuzma
- Kükecs – Újkökényes
- Lak – Nagytótlak
- Lehömér – Lehomér
- Liba
- Luczova – Lakháza
- Lukasócz – Lukácsfa
- Macskócz – Mátyásdomb
- Markócz – Marokrét
- Markusócz – Márkusháza
- Marácz – Alsómarác
- Minihof – Kistótlak
- Martinya – Magasfok
- Matyasócz – Szentmátyás
- Mladetincz – Kismálnás
- Mogyorósd – Őrimagyarósd
- Morácz – Felsőmarác
- Motovilcz – Mottolyád
- Musznya
- Műhlgraben – Malomgödör
- Nemsócz – Lendvanemesd
- Neradnócz – Nádorfa
- Norsincz – Újtölgyes
- Nuszkova – Dióslak
- Otocz – Ottóháza
- Pankász – Pankasz
- Pananócz – Úriszék
- Pecsnarócz – Ottóháza mellett
- Peszkócz – Petőfa
- Petrócz (Mura) – Murapetróc
- Petrócz (Felső) – Péterhegy
- Pertócsa – Perestó
- Pecsarócz – Szentsebestyén
- Polona – Vaspolony
- Poláncz
- Pordasincz – Kisfalu
- Poznanicz – Pálhegy
- Predanócz – Rónafő
- Prosznyákfa – Pártosfalva
- Puczócz
- Puczincz – Battyánd
- Rákos (Kis és Nagy) – Nagyrákos és Kisrákos
- Ratkócz – Rátkalak
- Ritkarócz – Ritkaháza, ma Kétvölgy része
- Roprecsa – Rétállás
- Rotgacsócs – Szarvaslak
- Sál – Sal
- Salamoncz – Salamon
- Skakócz – Szécsényfa
- Stanócz – Kerkaszabadhegy
- Strukócz – Sűrűház
- Strázsa – Rábaőr, ma Rábaszentmárton része
- Szalafő, akkoriban Szalafej néven is volt olvasható
- Szaknyér
- Szata – Szatta
- Szerdahely
- Szerdicsa – Seregháza
- Szinnersdorf – Határfalva
- Szlavecsa (Alsó és Felső) – Alsócsalogány, Felsőcsalogány
- Szodesincz – Bírószék
- Szotina – Hegyszoros
- Szombatfa – Magyarszombatfa
- Alsószombatfa – Muracsermely mellett
- Szomorócz – Szomoróc, ma Kercaszomor része
- Szöcze – Szőce
- Szölnök (Alsó és Felső) – Alsószölnök, Felsőszölnök
- Szent Biborcz – Szentbíbor
- Szentjakab – Hegyhátszentjakab
- Szentmárton – Rábaszentmárton
- Szentmárton – Hegyhátszentmárton
- Szentpéter – Őriszentpéter
- Sülincz – Sándorvölgy
- Svetahócz – Muraszentes
- Tauka – Tóka
- Tessanócz – Mezővár
- Tissina – Csendlak
- Tivadarcz – Tiborfa
- Tropócz – Murafüzes
- Tropolocz – Jegenyés
- Tűrke – Türke
- Vanecsa – Vaslak
- Vancsevecz – Ivánfalva
- Veczicza – Végfalva
- Velemér
- Vidoncz – Vidorlak
- Viszák
- Víz Lendva – Vízlendva
- Wocseszlavecz – Vasvecsés
- Zenkócz – Zoltánháza
- Zsidahegy, de Szárazhegy néven is olvasható

## Külső hivatkozások
- III. A' TÓTSÁGI JÁRÁS.